# IEEE's milepæle
Denne liste over IEEE milepæle beskriver Institute of Electrical and Electronics Engineers (IEEE)s milepæle, og den repræsenterer de største historiske frembringelser indenfor elektrisk og elektronisk ingeniørvidenskab. 
| - Før-1800 - 1757-1775 - Benjamin Franklins arbejde i London. - 1799 - Alessandro Voltas opfindelse af det Elektriske Batteri. - 1800-1850 - 1836 - Callans pionerbidrag til elektrisk Videnskab og Teknologi. - 1838 - Demonstration af Praktisk Telegrafi - 1850-1889 - 1852 - Brandalarm-systemer - 1861 - Første Transkontinentale Telegraf - 1866 - Første Transatlantiske Telegraf Kabel - 1866 - County Kerry Transatlantic Cable Stations - 1876 - Thomas Alva Edison Historic Site ved Menlo Park - 1876 - Første Forståelige Stemme Transmission over Elektrisk Kabel - 1882 - Første Central Station i South Carolina - 1886 - Jævnstrøm Elektrificering - 1888 - Richmond Union Passager Jernbane - 1889 - Kraftsystemet på Bostons Rapid Transit - 1890'erne - 1891 - Ames Hydroelektriske Kraft Station - 1895 - Adams Hydroelektriske Kraft Station - 1895 - Marconis Tidlige Trådløse Eksperimenter - 1895 - Popov's Bidrag til Udviklingen af Trådløs Kommunikation - 1897 - Chivilingo Hydroelektriske Kraft Station - 1898 - Decew Falls Hydroelektriske Kraft Station - 1899-1902 - Første Praktiske Brug af Trådløs Telegrafi - 1900-1929 - 1900 - Georgetown Damp/Hydroelektriske Kraft Station - 1901 - Tidlig udvikling i Fjernstyring - 1901 - Transmission af Transatlantiske Radio Signaler - 1901 - Modtagelse af Transatlantiske Radio Signaler - 1902 - Poulsen-Buesender - 1903- Vucje Hydroelektriske Kraft Station - 1904 - Alexanderson Radio Alternator - 1904 - Fleming ventil - 1909 - Shoshone Transmission Linie - 1914 - Panamakanalens Elektriske og Kontrol Installationer - 1920- Westinghouse Radio Station KDKA - 1924 - Indstillelig kortbølge antenne (Yagi-Uda antenne) - 1928 - Envejs Politi Radio Kommunikation - 1930'erne - 1933 - Tovejs Politi Radio Kommunikation - 1934 - Langtrækkende Kortbølge Stemme Transmissioner fra Byrd's Antarktiske Ekspedition - 1937 - Westinghouse "Partikelaccelerator" - 1939 - Atanasoff–Berry Computer - 1939-1945 - Kodebrydning på Bletchley Park under 2. verdenskrig - 1940'erne - 1940 - FM Politi Radio Kommunikation - 1940-1945 - MIT Strålings Laboratoriet - 1941 - Opana Radar Stedet - 1942-1945 - United States Naval Computing Machine Laboratory - 1946 - ENIAC: Electronic Numerical Integrator and Computer - 1946-1953 - Fjernsyn - Sort/Hvid - Farve | - 1950'erne - 1950-1969- Elektronisk Teknologi for Opsendelse af Rumraketter - 1951 - Experimental Breeder Reactor I - 1951 - Fremstilling af Transistoren - 1954 - HVDC-kabel til Gotland - 1955 - WEIZAC Computer - 1956 - RAMAC - 1956 - Første Undersøiske Transatlantiske Telefoniske Kabel System (TAT-1) - 1957-58 - Første Pacemaker - 1960'erne - 1962 - Alouette-ISIS Satellit Program - 1962-67 - pionerarbejde ang. Quartz ElektroniskeArmbåndsur - 1962 - Første Transatlantiske Modtagelse af Fjernsyns Signal via Satellit - 1962 - Første Transatlantiske Fjernsynsignal via Satellit - 1962 - Første Transatlantiske Transmission af et Fjernsyns Signal via Satellit - 1963 - Taum Sauk Pumpet-lager Elektrisk Kraft Station - 1964 - Mount Fuji Radar System - 1964-73 - pionerarbejde på elektronisk regnemaskiner - 1965 - Første 735 kV Vekselstrøm Transmission System - 1968 - CERN Eksperimental Instrumentation - 1968 - Flydende krystal display - 1969 - Elektronisk Quartz Armbåndsur - 1970'erne - 1972 - Nelson River HVDC Transmission System - 1976 - Udvikling af VHS, en verdensstandard for hjemme videooptagelse - 1977 - Lempel-Ziv Data Kompressions Algoritme Fælles frembringelser - 1882 - Vulcan Street Plant - 1893 - Mill Creek No. 1 Hydroelektriske Kraft Station - 1907 - Vekselstrøms Elektrifikation af New York, New Haven & Hartford Railroad - 1929 - Shannon Scheme for Elektrifikation af den Irske Fristat - 1945 - Merrill Hjul-afbalanceringssystem - 1962 - Stanford Linear Accelerator Center - 1963 - NAIC/Arecibo Radioteleskop - 1964 - Tokaido Shinkansen (Bullet Train) - Nikola Tesla (1856-1943), Elektrisk pioner |